# The Odd Couple
The Odd Couple är en amerikansk komediserie från 2015–2017 skapad för CBS. Serien består av tre säsonger med sammanlagt 38 avsnitt. Den är en nyversion av 1970-talsserien Omaka par. Matthew Perry spelar slarvern Oscar Madison och Thomas Lennon spelar hans prydlige kompis från college, Felix Unger, som han delar lägenhet med.
I Sverige har serien visats på FOX.